# 21-й (Подпольная империя)
21-й (англ. «21») — первый эпизод второго сезона телесериала канала HBO «Подпольная империя», премьера которого состоялась 25 сентября 2011 года. Сценарий был написан создателем сериала и исполнительным продюсером Теренсом Уинтером, а режиссёром стал исполнительный продюсер Тим Ван Паттен.

## Сюжет
Власть Наки подвергнута испытанию союзом Джимми, Илая и коммодора, которые манипулируют ККК для нападения бутлегерский склад Мелка. Мелок убивает одного из нападавших, что вызывает возмущение в обществе. Наки приказывает Илаю арестовать Мелка ради его же безопасности.
Джимми отражает своё воспитание, и участие Наки в нём. Наки приходит к выводу, что у Джимми есть договорённость с коммодором, и тонко предупреждает Джимми тщательно продумать своё положение.
Жена Ван Алдена навещает его на выходных и потрясена развратом города. Ван Алден проводит полицейский рейд в присутствии супруги, это приводит ее в восхищение. Между тем, у Ван Алдена есть финансовые договорённости с Люси, чтобы она вынашивала ребёнка для него.
Пока Маргарет отводит своих детей в кино смотреть фильм «Малыш», Наки арестован за фальсификацию выборов.

## Реакция

### Реакция критиков
IGN дал эпизоду оценку 9 из 10, сказав, что "Финал первого сезона пообещал сериал, готовый поднять планку. Судя по этому эпизоду, второй сезон выглядит запущенным, чтобы преуспеть в удовлетворении этого обещания." Они продолжили, хваля "мастерски снятую" речь, которую Наки даёт двум разным сторонам расового конфликта.

### Рейтинги
Премьера второго сезона собрала у экранов 2.912 миллионов зрителей, что 39% ниже, чем у пилотного эпизода, и на 12% ниже финала первого сезона.